# Бранчеевка
Бранчеевка — деревня Ковылкинского района Республики Мордовия в составе Изосимовского сельского поселения.

## География
Находится на расстоянии примерно 18 километров по прямой на северо-запад от районного центра города Ковылкино.

## История
Основана в XVII веке. В 1869 году она была учтена как казенная деревня Краснослободского уезда из 52 дворов.

## Население
| 2002 | 2010 |
| ---- | ---- |
| 92   | ↘46  |

Постоянное население составляло 92 человека (мордва-мокша 98 %) в 2002 году, 46 в 2010 году.